# Portogallo ai Giochi della XXVI Olimpiade
Il Portogallo partecipò ai Giochi della XXVI Olimpiade, svoltisi ad Atlanta, Stati Uniti, dal 19 luglio al 4 agosto 1996, con una delegazione di 107 atleti impegnati in diciotto discipline.

## Medaglie
| Medaglia | Nome             | Sport    | Evento                      |
| -------- | ---------------- | -------- | --------------------------- |
| Oro      | Fernanda Ribeiro | Atletica | 10000 metri piani femminili |

## Risultati

### Calcio
- Uomini

| Atleta | Classifica |                       |
| --- | --- | --------------------- |
| V · D · M Nazionale olimpica portoghese · Calcio ai Giochi Olimpici Estivi 1996 1 Costinha · 2 Kenedy · 3 Rui Bento · 4 Peixe · 5 Beto · 6 Andrade · 7 Dominguez · 8 Capucho · 9 Paulo Alves · 10 Afonso Martins · 11 Rui Jorge · 12 Nuno · 13 Vidigal · 14 Calado · 15 Nuno Gomes · 16 Porfírio · 17 Litos · 18 Dani · 20 Nuno Afonso · CT : Vingada | 4° |                       |
| Nazionale olimpica portoghese · Calcio ai Giochi Olimpici Estivi 1996 | |                       |
| 1 Costinha · 2 Kenedy · 3 Rui Bento · 4 Peixe · 5 Beto · 6 Andrade · 7 Dominguez · 8 Capucho · 9 Paulo Alves · 10 Afonso Martins · 11 Rui Jorge · 12 Nuno · 13 Vidigal · 14 Calado · 15 Nuno Gomes · 16 Porfírio · 17 Litos · 18 Dani · 20 Nuno Afonso · CT: Vingada                                                                                  | 1 Costinha · 2 Kenedy · 3 Rui Bento · 4 Peixe · 5 Beto · 6 Andrade · 7 Dominguez · 8 Capucho · 9 Paulo Alves · 10 Afonso Martins · 11 Rui Jorge · 12 Nuno · 13 Vidigal · 14 Calado · 15 Nuno Gomes · 16 Porfírio · 17 Litos · 18 Dani · 20 Nuno Afonso · CT: Vingada | Portogallo (bandiera) |